# June Thorburn
June Thorburn (* 8. Juni 1931 in Karatschi; † 4. November 1967 in Blackdown Hill, West Sussex) war eine britische Schauspielerin in Film, Fernsehen und Theater. Sie spielte in den 1950er und 1960er Jahren zahlreiche Rollen in britischen Kinoproduktionen. Darunter in Filmen wie Der große Atlantik, Meine bessere Hälfte, Der kleine Däumling, Herr der drei Welten oder Herein, ohne anzuklopfen.

## Leben und Karriere
June Thorburn, 1931 in Karatschi geboren, war die Tochter eines britischen Oberst der indischen Armee. Sie verbrachte den größten Teil ihrer Kindheit in verschiedenen Internatsschulen in Indien. Als junge unangepasste, rebellische Schülerin musste sie häufig die Schule wechseln. Nachdem die indische Armee aufgelöst worden war, kehrte sie mit ihren Eltern und Geschwistern 1945 zurück nach England. Dort startete sie für vier Jahre ihre Laufbahn als junge Schauspielerin in der Aldershot Repertory Company. 1951 zog sie nach London. Auf dem Battersea Jahrmarkt, wo sie 1952 Programme verkaufte, lernte sie ihren späteren Ehemann Aldon Richard Bryce-Harvey kennen. Noch im selben Jahr gab sie als Theaterschauspielerin im Londoner West End ihr Bühnendebüt in dem Stück Red Letter Day.
June Thorburn Filmkarriere begann 1952 mit einer kleinen Nebenrolle in Noel Langleys Filmkomödienklassiker Mr. Pickwick. In den Hauptrollen spielten James Hayter und James Donald. Ein Jahr später besetzte sie der Regisseur Charles Frend in der Rolle der Doris Ferraby in dem Kriegsdrama Der große Atlantik. In den 1950er Jahren sah man sie des Weiteren in der weiblichen Hauptrolle in John Harlows Mystery-Film Tod auf Abruf, in Michael Trumans Komödie Meine bessere Hälfte und in George Pals Musical Der kleine Däumling, wo sie an der Seite von Russ Tamblyn und Alan Young agierte. Ferner spielte sie 1959 unter der Regie von George Pollock in dessen Filmkomödie Der 110. Geburtstag.
Zu Beginn der 1960er Jahre sah man sie im Kino neben Kerwin Mathews und Jo Morrow in Jack Shers Abenteuerverfilmung von Jonathan Swifts Romanklassiker Gullivers Reisen mit dem deutschen Kinotitel Herr der drei Welten. 1961 engagierte sie der Regisseur John Gilling für das Abenteuerdrama Die Bucht der Schmuggler und noch im selben Jahr spielte sie in der Filmkomödie Herein, ohne anzuklopfen von Regisseur Cyril Frankel im Schauspielerensemble um Richard Todd, Nicole Maurey und Elke Sommer. 1964 hatte sie in Montgomery Tullys Drama Master Spy ihren letzten Leinwandauftritt.
Bereits 1953 hatte sich June Thorburn auch dem Fernsehen zugewandt und spielte dort in Episoden von erfolgreichen Serien. Zu ihren Auftritten in dem neuen Medium gehörten Douglas Fairbanks, Jr., Presents (1953), ITV Play of the Week (1957), Armchair Theatre (1957–1960), ITV Television Playhouse (1958), Die vier Gerechten (1959–1960), Geheimauftrag für John Drake (1960), Riviera Police (1965) oder Blackmail (1966).
Thorburn war zweimal verheiratet, mit Aldon Richard Bryce-Harvey und Morten Smith Petersen. Aus beiden Ehen stammte jeweils ein Kind. June Thorburn kam am 4. November 1967 im Alter von 36 Jahren bei einem Flugunfall (Iberia-Flug 062 Málaga–Heathrow) in Blackdown Hill in der Grafschaft West Sussex ums Leben. Alle 37 (einschließlich 7 Crewmitglieder) sich an Bord befindlichen Menschen wurden getötet.

## Filmografie (Auswahl)

### Kino
- 1952: Mr. Pickwick (The Pickwick Papers)
- 1953: Der große Atlantik (The Cruel Sea)
- 1953: The Triangle
- 1954: Fast and Loose
- 1954: Tod auf Abruf (Delayed Action)
- 1954: Orders Are Orders
- 1955: Children Galore
- 1955: The Hornet's Nest
- 1955: Meine bessere Hälfte (Touch and Go)
- 1957: True as a Turtle
- 1958: Rooney
- 1958: Der kleine Däumling (Tom Thumb)
- 1959: Der 110. Geburtstag (Broth of a Boy)
- 1959: The Price of Silence
- 1960: Herr der drei Welten (The 3 Worlds of Gulliver)
- 1960: Escort for Hire
- 1960: Transatlantic
- 1961: Die Bucht der Schmuggler (Fury at Smugglers' Bay)
- 1961: Herein, ohne anzuklopfen (Don't Bother to Knock)
- 1962: The Spanish Sword
- 1962: Design for Loving
- 1963: Die scharlachrote Klinge (The Scarlet Blade)
- 1964: Master Spy

### Fernsehen
- 1953: Douglas Fairbanks, Jr., Presents (Fernsehserie, 2 Episoden)
- 1957: ITV Play of the Week (Fernsehserie, 2 Episoden)
- 1957: Shadow Squad (Fernsehserie, 2 Episoden)
- 1957–1960: Armchair Theatre (Fernsehserie, 2 Episoden)
- 1958: Shut Out the Night (Fernsehfilm)
- 1958: ITV Television Playhouse (Fernsehserie, 1 Episode)
- 1958: Cinderella (Fernsehfilm)
- 1959–1960: Die vier Gerechten (The Four Just Men; Fernsehserie, 5 Episoden)
- 1959–1960: Tales of the Vikings (Fernsehserie, 3 Episoden)
- 1960: International Detective (Fernsehserie, 1 Episode)
- 1960: Geheimauftrag für John Drake (Danger Man ; Fernsehserie, 1 Episode)
- 1961: Die Verfolger (The Pursuers; Fernsehserie, 1 Episode)
- 1961: Die Betrüger (The Cheaters; Fernsehserie, 1 Episode)
- 1961: What Every Woman Knows (Fernsehfilm)
- 1961: Anna Karenina (Fernsehfilm)
- 1962: Wuthering Heights (Fernsehfilm)
- 1962: No Hiding Place (Fernsehserie, 1 Episode)
- 1963: Richard Löwenherz (Richard the Lionheart; Fernsehserie, 1 Episode)
- 1965: Riviera Police (Fernsehserie, 1 Episode)
- 1966: Blackmail (Fernsehserie, 1 Episode)